# قطعنامه ۱۲۶۴ شورای امنیت
قطعنامه ۱۲۶۴ شورای امنیت سازمان ملل متحد که در تاریخ ۱۵ سپتامبر ۱۹۹۹ تصویب شد، سندی بین‌المللی دربارهٔ بررسی وضعیت در تیمور شرقی است. این قطعنامه طی نشست ۴۰۴۵ام با ۱۵ رای موافق، ۰ مخالف و ۰ ممتنع تصویب شد.